# 鳳翔閣

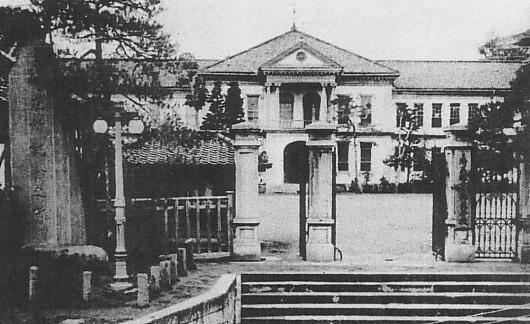
埼玉県女子師範学校時代の鳳翔閣

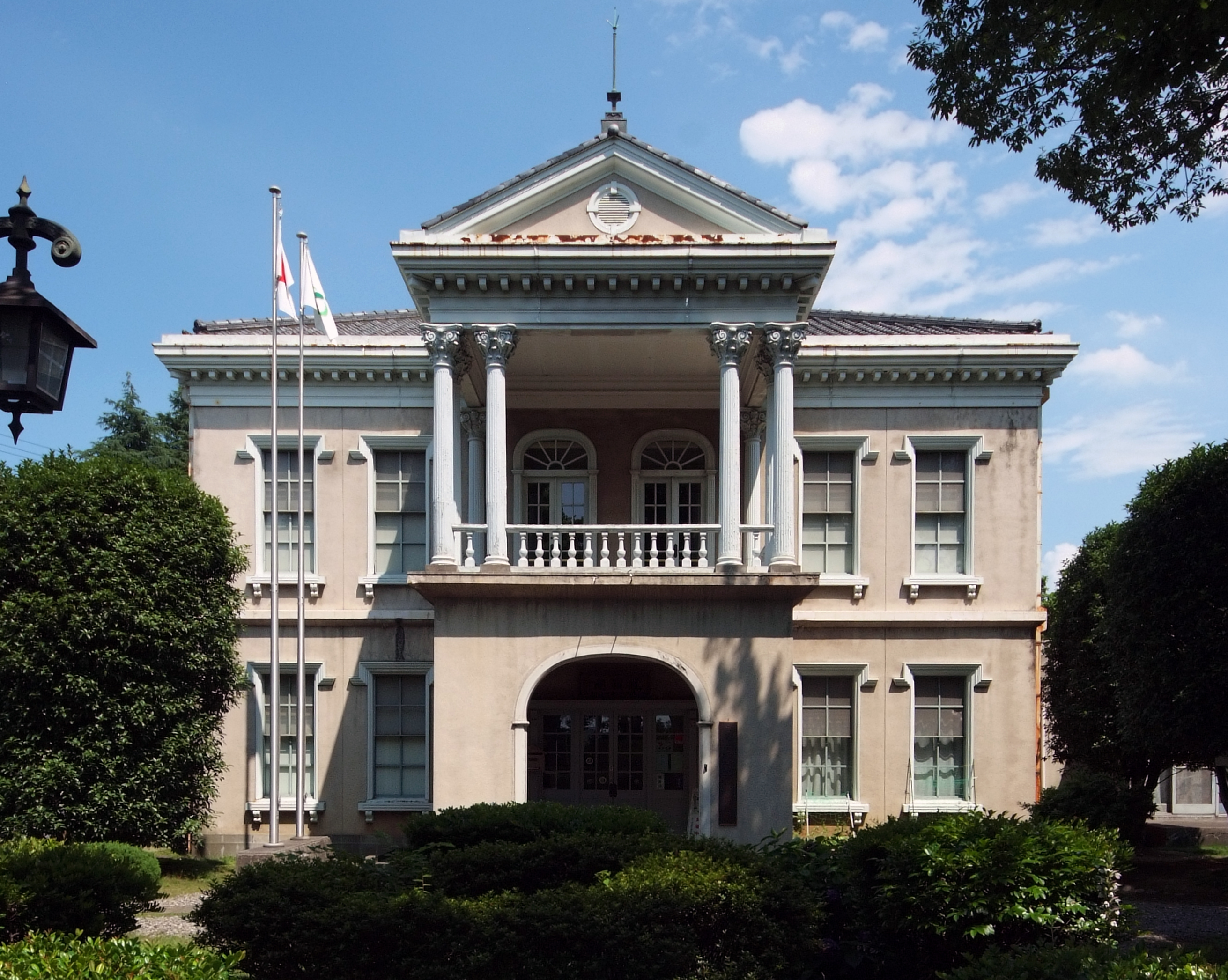
玄関部分が復元された市立浦和博物館の建物

鳳翔閣（ほうしょうかく）は、埼玉県さいたま市浦和区（当時は浦和市）に所在した埼玉県師範学校（現埼玉大学教育学部）の建物の名称。同市緑区のさいたま市立浦和博物館の建物は鳳翔閣を復元したものである。

## 概要
1873年（明治6年）に浦和宿本陣内に小学校教員養成のための学校改正局が設置され、翌明治7年には岸村（現・岸町）に新校舎が建築され埼玉県師範学校（現埼玉大学教育学部）と改称した。1878年（明治11年）に師範学校が現在の埼玉会館の場所に新築移転し、この校舎が鳳翔閣の始まりである。明治天皇の北陸巡幸に際してこの校舎を行在所としたとき、同行していた三条実美が校舎の外観を見て「鳳凰が翼を広げて翔び立つさま」に似ているとして鳳翔閣と名付けたのが由来となっている。
その後師範学校は常盤（現在はさいたま市役所となっている場所）に移転し、鳳翔閣の建物を利用して明治32年に私立埼玉女子学校が開校した。翌年には埼玉県高等女学校と改称し、さらにその翌年明治34年4月に埼玉県女子師範学校を併設、同年8月に浦和高等女学校と改称した。県下唯一の高等女学校として女子教育の中核となった。
その後女子師範学校が別所移転、1925年（大正14年）埼玉会館建設のために鳳翔閣は北へ移築され、埼玉県立図書館の建物として改装された。戦後まで34年間図書館として利用されていたが、老朽化により1959年に解体された。1972年に浦和市立郷土博物館 （現・さいたま市立浦和博物館、緑区三室） が開館し、その建物は、鳳翔閣の前面（玄関）外観の一部を復元したものとなっている。また玄関付近の装飾などは鳳翔閣時代のものを再利用している。市内には明治時代の建築物の遺構は極めて少なく、復元とはいえ当時の外観を残すものとして貴重な建築物となっている。埼玉県師範学校はサッカー発祥の地として知られ、鳳翔閣は浦和地区を本拠地とする浦和レッドダイヤモンズのエンブレムにも描かれている。